# David Freedberg
David Freedberg (nacido en 1948) es un académico norteamericano. Es profesor de la Cátedra Pierre Matisse de Historia del Arte y Director de la Academia italiana de Estudios Avanzados en América en la Universidad de Columbia, Estados Unidos. Fue director del Warburg Institute en la Universidad de Londres de julio de 2015 a abril de 2017.

## Comienzos
Nacido en Sudáfrica, David Freedberg fue educado en South African College High School en Newlands, Ciudad del Cabo (1961-65), después en la Universidad de Ciudad del Cabo (1966), completó su Licenciatura en Artes en Yale (1966-69), y recibió el Doctorado en el Balliol College de Oxford (1969-73).
Enseñó en el Courtauld Institute of Art, antes de trasladarse a Columbia en 1984. También ha sido profesor de la Cátedra Slade de Bellas Artes en Oxford (1983-4) y profesor Andrew W. Mellon en la Galería Nacional de Arte (1996-8). Es miembro de la Academia Americana de las Artes y las Ciencias, la Sociedad Filosófica Americana, la Accademia Nazionale di Agricultura y el Istituto Veneto per le Scienze, Lettere e Arti.

## Trayectoria
David Freedberg es conocido por su trabajo en respuestas psicológicas al arte, y particularmente por sus estudios sobre iconoclasia y censura. Primero investigó este tema en Iconoclastas y sus motivos, 1984, que fue seguido por el libro de referencia, El poder de las imágenes: Estudios en la historia y Teoría de la respuesta, publicado por la Universidad de Chicago Press en 1989 y en varias ediciones posteriores en muchos idiomas.
La escritura histórica de arte más tradicional de Freedberg se centró originalmente en los campos del arte holandés y flamenco. Dentro de estos campos, se especializó en la historia del grabado neerlandés (Dutch Landscape Prints of the XVII Century, 1980), y en las pinturas y dibujos de Bruegel y Rubens (The Prints of Pieter Bruegel the Elder, 1989, y Rubens: The Life of Crist after the Passion , 1984).
Freedberg luego dirigió su atención al arte romano del siglo XVII y a las pinturas de Nicolas Poussin. Tras una serie de descubrimientos importantes en el Castillo de Windsor, el Instituto de Francia y los archivos de la Accademia dei Lincei en Roma de dibujos realizados bajo los auspicios de los amigos y colaboradores más cercanos de Galileo, comenzó a trabajar en la intersección del arte y la ciencia en el círculo de la primera academia científica moderna, la Accademia dei Lincei. Si bien gran parte de su trabajo en esta área ha sido publicado en artículos y catálogos, su principal publicación en este campo es El ojo del lince: Galileo, sus amigos y los comienzos de la historia natural moderna (2002).
Durante los últimos años ochenta y noventa, Freedberg participó en varias exposiciones de arte contemporáneo y fue coautor de The Play of the Unmentionable (1992) junto a Joseph Kosuth. Fue en este momento que también comenzó a trabajar en el tema de la danza, y en particular en su proyecto a largo plazo sobre la danza y la arquitectura de los indios Pueblo.
Desde mediados de la década de 1980, Freedberg comenzó a hablar y escribir sobre la importancia de las nuevas neurociencias cognitivas para la comprensión de las respuestas al arte y las imágenes. Ahora está dedicando una parte sustancial de su atención a la colaboración con neurocientíficos que trabajan en campos de movimiento, encarnación y emoción.
Freedberg es también presidente de The Friends of Liberty Hall, una organización sin fines de lucro dedicada a la restauración de Liberty Hall en Machiasport, Maine, que domina el sitio de la primera batalla naval de la Revolución de las Trece Colonias.
Gran parte del tiempo de Freedberg ahora lo ocupa su dirección de la Academia Italiana de Estudios Avanzados en América y su compromiso de fomentar el trabajo interdisciplinario en las humanidades y las ciencias. En la Academia estableció su Proyecto pionero de Humanidades y Neurociencias en 2001. El objetivo inicial fue reunir a humanistas y neurocientíficos para evaluar las posibilidades de las humanidades y las ciencias sociales de una nueva comprensión del sustrato neural de las respuestas al arte y a las imágenes. Esto fue seguido por una serie de conferencias bianuales sobre temas neurocientíficos de interés tópico (por ejemplo, los de Visión, Atención y Emoción en 2008, Neurotechniques en 2010, Música y Neurociencia en 2011, y la Red de Modo Predeterminado en 2014).
A lo largo estas experiencias Freedberg busca lograr una evaluación equilibrada de las nuevas comprensiones del sustrato neural de las respuestas a los humanos y sus representaciones. Al alentar ese trabajo, se ha propuesto minimizar el escepticismo y disipar los temores de que las prácticas y los procedimientos de las investigaciones neurobiológicas contemporáneas amenacen los enfoques contextuales de las humanidades y las ciencias sociales. El objetivo general de los programas de la Academia italiana ha sido fomentar la comprensión mutua de las nuevas técnicas y los principales paradigmas en las ciencias y las humanidades, y lograr nuevos marcos epistemológicos para las disciplinas.
De 2015 a 2017, Freedberg fue director del Instituto Warburg en la Universidad de Londres. Su objetivo mientras estaba en el Instituto era revivir la promesa del trabajo de Aby Warburg y sus enfoques de la historia del arte, las imágenes y la cultura de manera más amplia: enfatizando los aspectos psicológicos, antropológicos, políticos y biológicos del trabajo de Warburg. Intentó inyectar nueva energía en las principales direcciones intelectuales del Instituto, que fue fundado por Aby Warburg después de haber sido exiliado de Alemania en 1933.

## Publicaciones seleccionadas
- Dutch Landscape Prints of the Seventeenth Century. London: British Museum Publications, 1980.
- Rubens: The Life of Christ after the Passion. London, New York: Harvey Miller/Oxford University Press, 1984.
- Iconoclasts and Their Motives. Maarssen: Gary Schwartz, 1985.
- The Power of Images: Studies in the History and Theory of Response. University of Chicago Press, 1989.
- Art History, History in Art: Studies in Seventeenth-Century Dutch Culture. Getty Center for Education in the Arts, 1992.
- Joseph Kosuth: The Play of the Unmentionable. New York: The New Press, 1992.
- Citrus Fruit: The Paper Museum of Cassiano dal Pozzo, Natural History Series, I. London: Harvey Miller Publishers, 1997. (With Enrico Baldini.)
- Fossil Woods and Other Geological Specimens: The Paper Museum of Cassiano dal Pozzo, Natural History Series, III. London: Harvey Miller Publishers, 2000. (With Andrew Scott.)
- Fungi: The Paper Museum of Cassiano dal Pozzo, Natural History Series, II. 3 vols. London: The Royal Collection in association with Harvey Miller, 2005. (With David Pegler.)
- The Eye of the Lynx: Galileo, His Friends, and the Beginnings of Modern Natural History. Chicago: The University of Chicago Press, 2002.
- Las Mascaras de Aby Warburg, with an introduction by Luis Vives-Ferrándiz Sanchez and translated by Marta Piñol Lloret, Vitoria-Gasteiz / Buenos Aires:  Sans Soleil Ediciones, 2013.
- Iconoclasia. Historia y psicología de la violencia contras las imágenes, edited and translated by Marina Gutiérrez De Angelis, Vitoria-Gasteiz / Buenos Aires:  Sans Soleil Ediciones, 2017.

Freedberg colabora en publicaciones como Print Quarterly (London), Res (New York), Revue de l'Art, Nuncius (Florence), the Journal of Neuroesthetics (London), Arts and Neurosciences (Paris), Imagines (Rome), etc.